# Death Wish 3
Death Wish 3, conocida en España como El justiciero de la noche y en Hispanoamérica como El vengador anónimo 3 es una película de acción dirigida por Michael Winner y protagonizada por Charles Bronson en 1985.

## Sinopsis
En el este de la ciudad de Nueva York, en el área de Suter y Belmont, una banda de criminales despiadados se adueña del lugar. La policía se ve incapaz de solucionar la delincuencia del barrio. Los vecinos sufren diariamente robos y algunos son asesinados por no pagarle a estos delincuentes para que éstos les den "protección".
Charles Bronson vuelve a interpretar el personaje del "vigilante" Paul Kersey, quien en el transcurso de la película irá eliminando a los maleantes que atemorizan el barrio usando diversas armas, algunas de guerra como la ametralladora pesada Browning calibre 30 que usó el ejército estadounidense en la Segunda Guerra Mundial y también un lanzamisiles Lawson con el que elimina al líder de la banda de criminales en el final de la cinta. Si bien la película se ubica en la ciudad de Nueva York gran parte de la misma se filmó en Londres para abaratar costos de producción.

## Reparto
| Personaje       | Actor           | Doblaje - México  | Doblaje - España        |
| --------------- | --------------- | ----------------- | ----------------------- |
| Paul Kersey     | Charles Bronson | Raúl de la Fuente | Paco Hernández          |
| Richard Shriker | Ed Lauter       | Luis Puente       | Carlos Revilla          |
| Fraker          | Gavan O'Herlihy | Víctor Mares      | Juan Antonio Castro     |
| Bennett Cross   | Martin Balsam   | Álvaro Tarcicio   | Francisco Arenzana      |
| Rodríguez       | Joseph González | Paco Mauri        | Ángel Égido             |
| Kathryn Davis   | Deborah Raffin  | Maru Guerrero     | María Antonia Rodríguez |

## Críticas
La película fue más que criticada especialmente por el alto contenido de violencia que ésta entrega, además de las escenas de muerte, también hay una escena de violación a una mujer bastante explícita por parte de los maleantes. En algunos países de Europa la película se prohibió por estas razones.